# ダラーラ・EAV24
ダラーラ・EAV24（Dallara EAV24）は、アブダビ・オートノマス・レーシング・リーグ（A2RL）用に開発された自律走行する無人レーシングカーである。
イタリアのレーシングコンストラクターのダラーラが日本の全日本スーパーフォーミュラ選手権用に開発・製造したダラーラ・SF23をベースとしており、自動運転車であるという点とエンジン以外の仕様はSF23と共通している。（→#スペック）
A2RLは、アラブ首長国連邦の公的機関であるアブダビ先端技術研究評議会（ATRC）傘下のアスパイア社（Aspire）によって主催されている選手権で、2024年4月に初開催された。ベースとなるSF23はA2RL用に新規に製造され、競技に使用する本車両は全て、アスパイア社が用意し、チームに提供する。車体（ハードウェアと基本ソフト）についてはワンメイクで、全てのチームが同じものを使用するが、走行についてのアルゴリズムは各チームによって構築（コーディング）される（→#自律運転用ソフトウェア）。
走行中にセンサー類からデータを取得し、そのデータに基づいた判断を行い、自律走行を行うという方式の自動運転車にあたる。（→#自律運転の仕組み）
自律運転車（無人車）のほか、テストドライバー用に有人仕様の車両も存在する。（→#有人仕様）

## 名称
「EAV24」の「EAV」は「Emirates Autonomous Vehicle」（アラブ首長国連邦の自動運転車両）を意味する。

## スペック
エンジン以外の基本スペックはダラーラ・SF23と共通。自動運転用の装置の有無や、エンジンに違いがある。
ベース車であるSF23と比較して、車体の重量は「20 kg重い」と公称されている（660 kgと言われている）。ただし、ドライバーは乗らないため、走行時の重量はSF23の走行時よりも軽くなる。

### 自律運転用ハードウェア

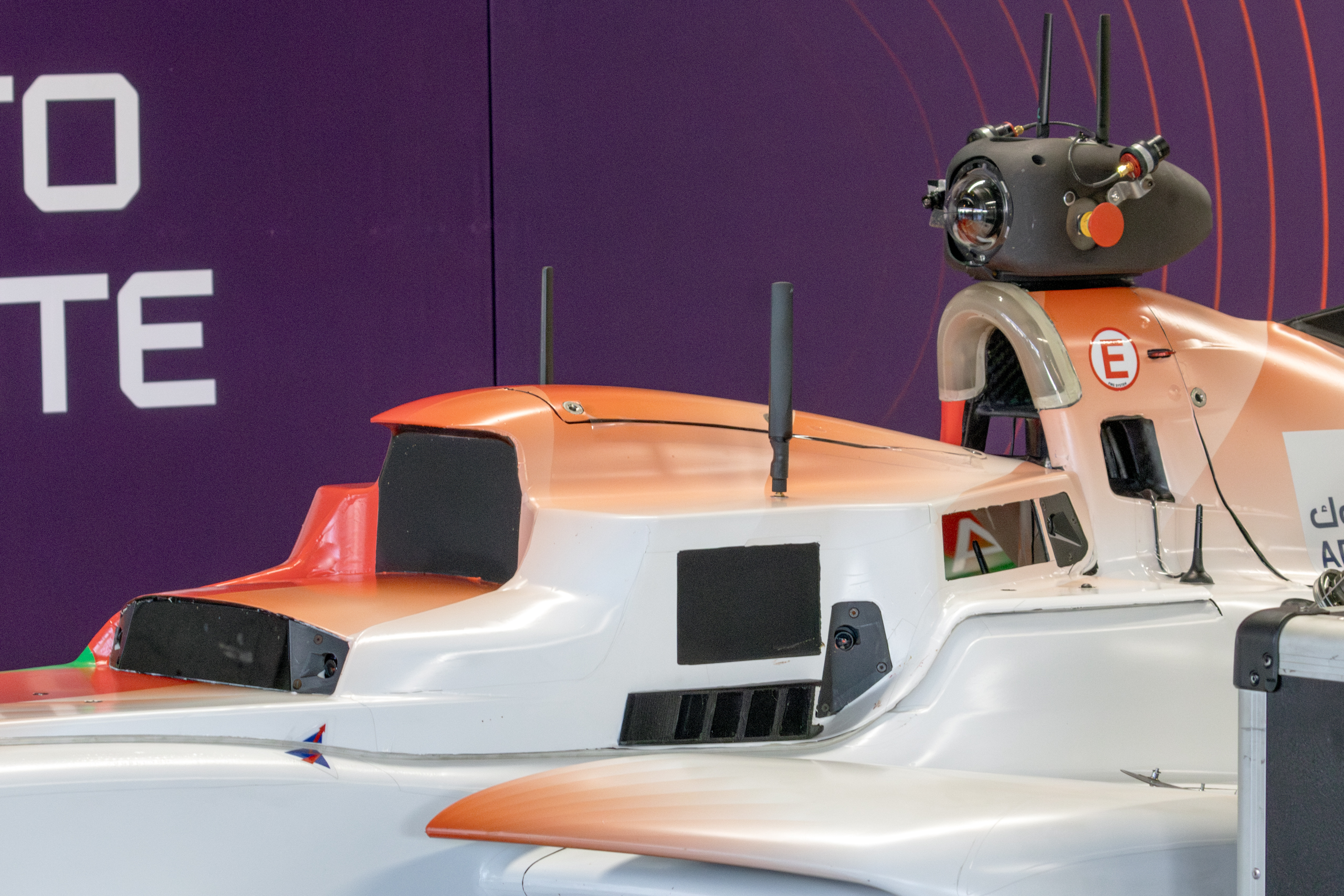
コクピット周辺を中心に自律運転用のハードウェアを搭載しており、コクピットの中に処理端末やアクチュエータが置かれている。そのため、人が乗り込むことはできない。

自律運転用の機器が主にコクピット周辺に搭載されており、コクピットにはセンサー類、アクチュエータ、処理端末（コンピュータ）などから構成された自律運転スタック（autonomous stack）が搭載されている。

#### センサー類
ソニー製のIMX728イメージセンサーを使用したカメラ（光学センサー）を7台搭載することで360度の視界を得ている。そのほか、レーダー（ミリ波レーダー）のZF製ProWaveを4台、ライダー（LiDAR）のセヨンド製Falon Kinetic FK1を3台搭載している。無人車両によるレースでの使用を想定しているため、テールランプは不要であることから取り外され、カメラに置き換えられている。
GPSモジュールをロールフープ上に1台、フロントノーズ上に1台の2台搭載しており、これにより車両の位置を10 cm単位で捕捉している。加えて、GPS情報は無線通信によって補正データを受信している。
そのほか、サイドポンツーン内やリアタイヤ表面の温度を計測するためのセンサーも搭載している。

#### 処理端末
センサーから収集した情報の処理と、車体の制御（運転）はNeousys製の産業用PC（HPCサーバー）であるRGS-8805GCによって行われている。
この処理端末は、ライダーとミリ波レーダーによって得た周囲の物体との距離データを、光学センサーで取得した映像と組み合わせて周囲の状況を3次元で認識するという処理を行っており、映像処理用にNvidia製のGPUを搭載している。そうしたセンサー類や車載されたGPSから得たデータのほか、車体のデータロガーの走行データも取得し処理している。
そうして収集した各種データに基づいて、ステアリング、スロットル開度、ブレーキ、ギアシフトの操作を行う。

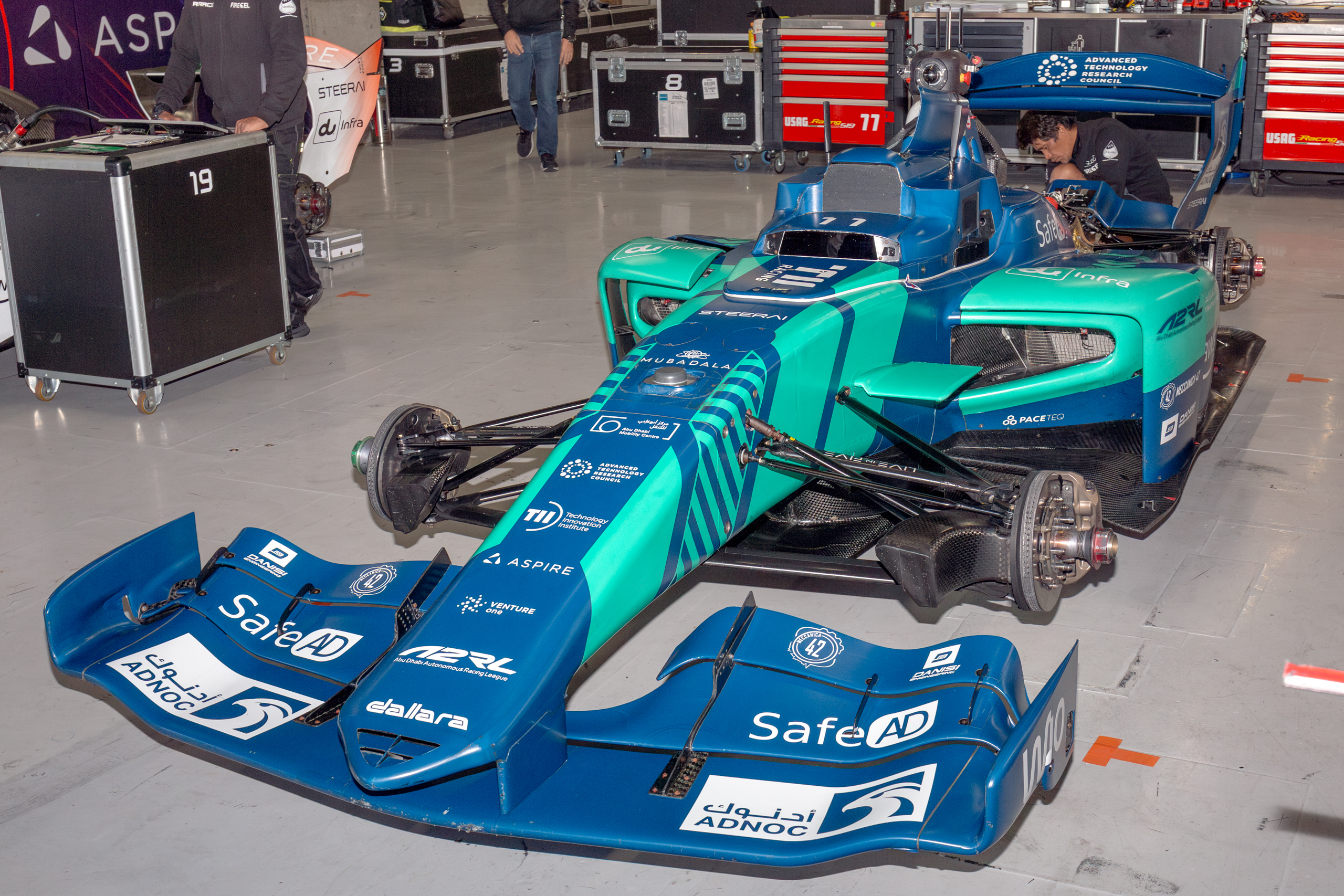
ノーズ先端には機器冷却用の空気取り入れ口がある（SF23や有人仕様には存在しない）[5][11]。ノーズ上面の中ほどに見える円形の機器はGPSモジュール[4]。
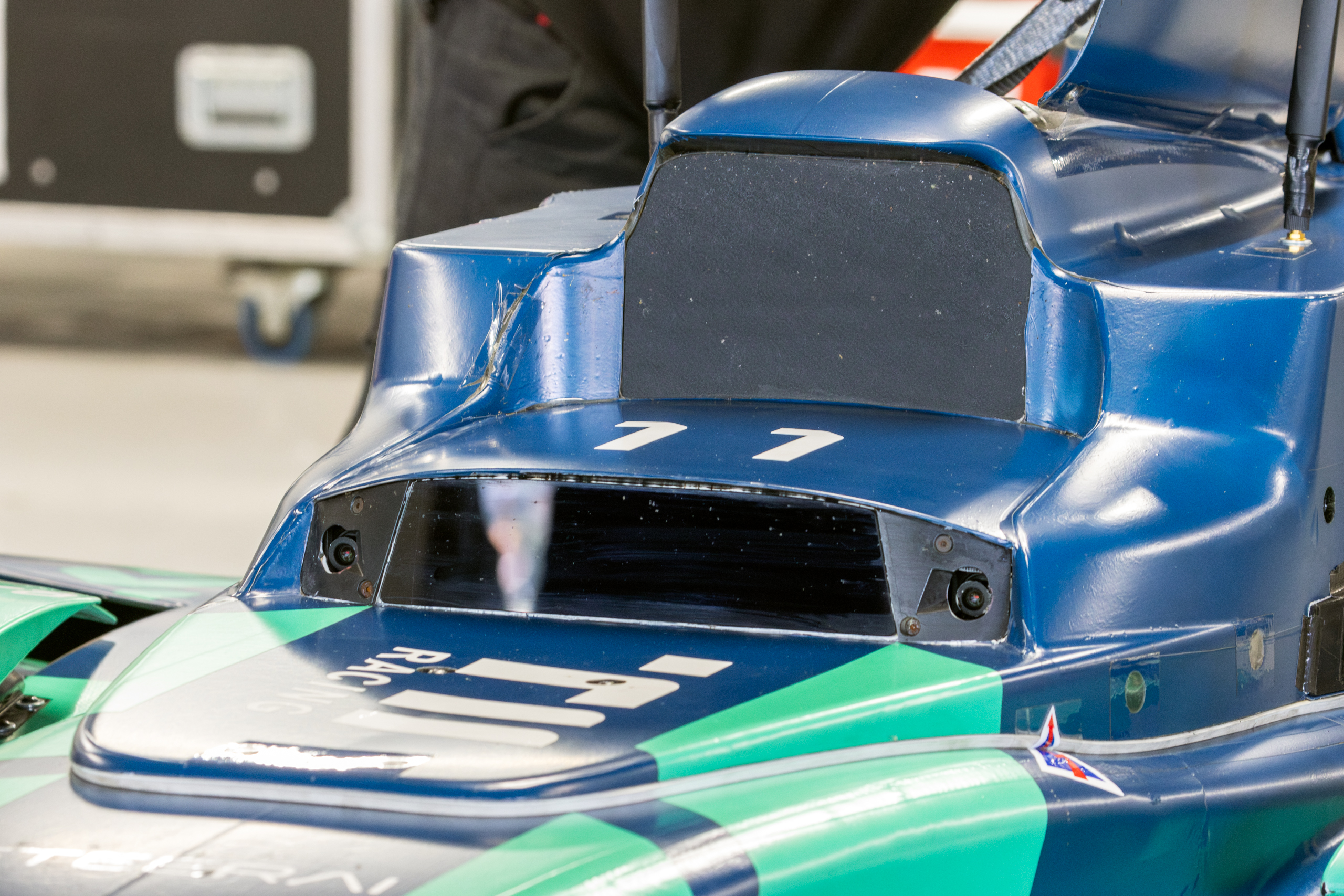
コクピット前方にライダー（画像中の黒い横長の部分）を搭載。その左右にカメラが2台見える。
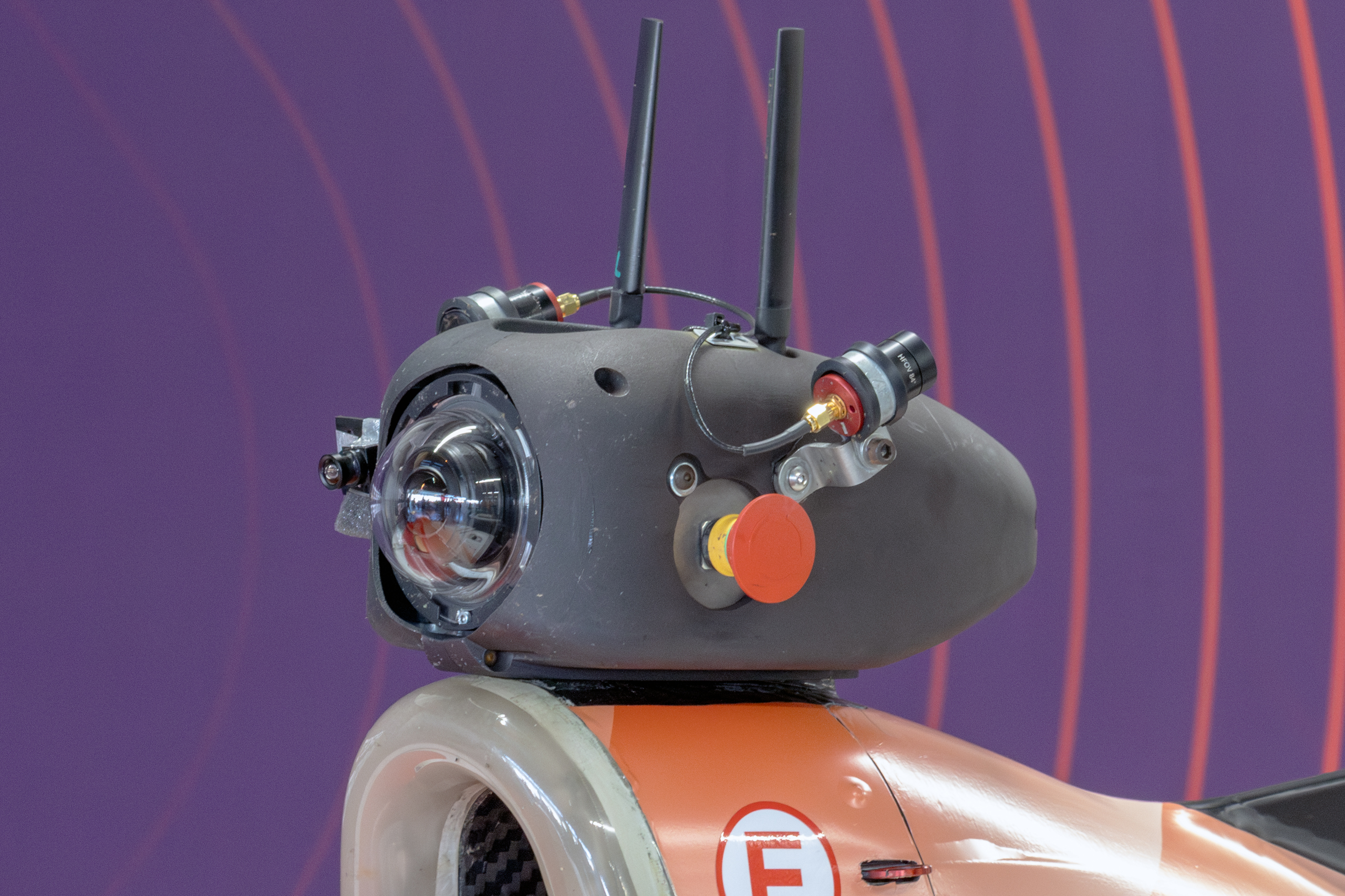
ロールフープ上のカメラユニット。最も大きなレンズのカメラは自律運転用ではなく、VRヘッドセットなどへの映像配信用に使われる[11][4][注釈 5]。ロールフープ上にGPSモジュールが1台搭載されている[4]（この画像では見えない）。
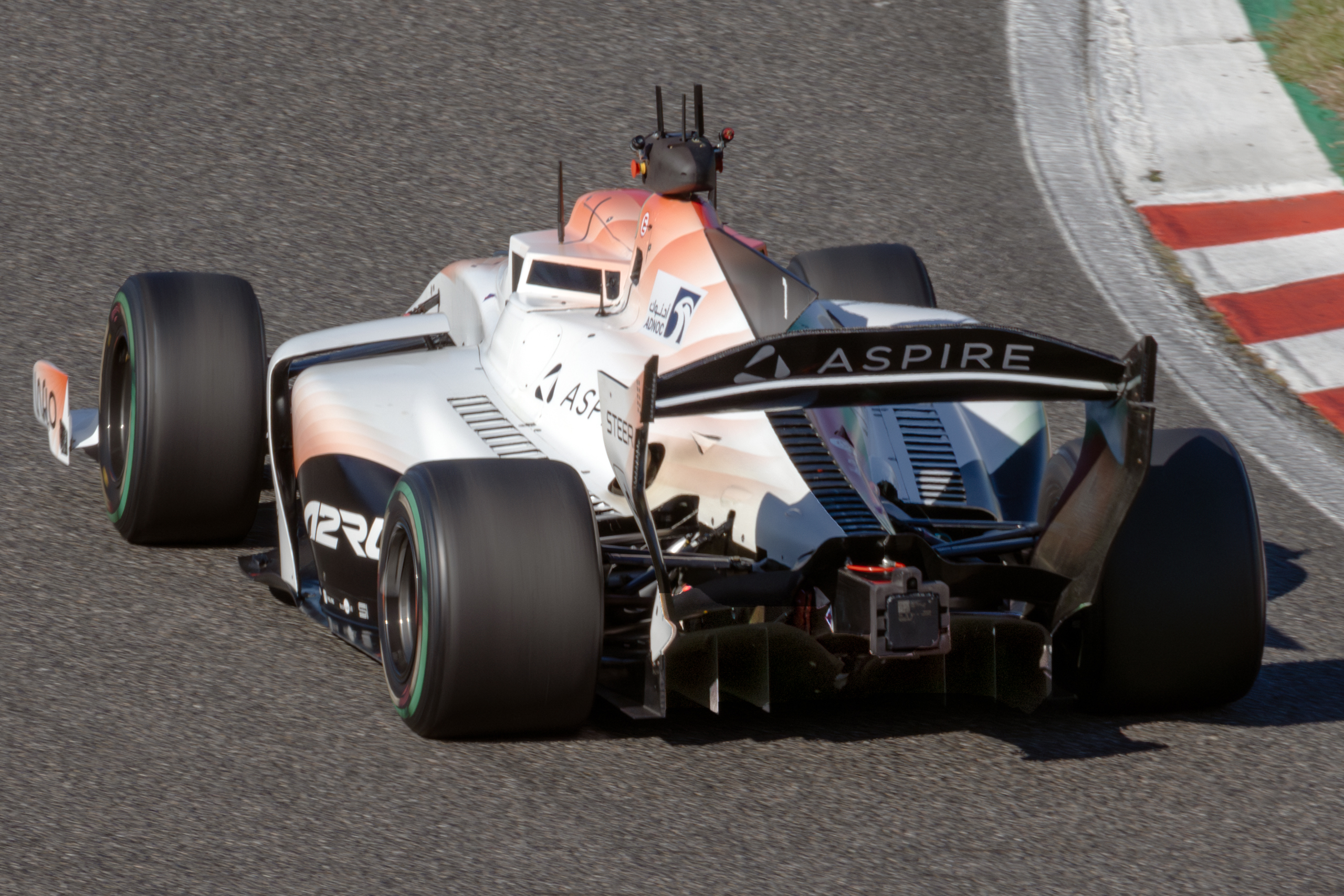
車両後端（本来はテールランプがある位置）にカメラとZF製レーダーを1台ずつ搭載している[5]。コクピットに斜め後方に向けて搭載されたライダーがあることがわかる。

### 自律運転用ソフトウェア
オペレーティングシステム（OS）にはROS 2を採用。ベースとなるプログラムは同じだが、制御のためのアルゴリズムは各チームがC++などいくつかのプログラミング言語で自由に構築（コーディング）することができ、各センサーから得られたデータに基づいてどのような制御（運転）を行うかは、各チーム独自のアルゴリズム次第ということになる。
チームごとにアルゴリズムが異なるため、ある車両は「守備的」、ある車両は「攻撃的」といった具合に性格づけがそれぞれ異なる。
各チームは構築したアルゴリズムや自分たちの車両について独自の名前を付けて呼んでいる。

### エンジン
エンジンは、ホンダが市販車のシビックタイプRなどで採用しているK20C1エンジンを搭載している。
このエンジンは2リッター・直列4気筒でターボチャージャーによって過給している。EAV24に搭載されているエンジンは、市販車のそれよりも出力が向上しており、最大で550馬力程度を発生するとされる。なおエンジン開発はアブダビ側で独自に行なっており、ホンダ・レーシング（HRC）が2024年11月に開発を公表した「HRC-K20C」エンジンとは関係はない。
スーパーフォーミュラに参戦しているダラーラ・SF23（ホンダ仕様）が搭載しているHR-417Eエンジンは、2リッター・直列4気筒・ターボチャージャー使用という点は同じだが、レース専用に開発されたエンジンという点で異なる（最高出力の公称値は「550馬力以上」でほぼ同じ）。

## 自律運転の仕組み
EAV24に搭載された処理端末（RGS-8805GC）は、センサー類から得た情報を基にして次の行動を決定する「プランナー」と、プランナーからの指示で実際に車体を動かす「コントローラー」の2つの処理を行っている。
走行の制御については、車体のステアリングシャフト、スロットルとブレーキ、ギアシフトにアクチュエータが接続されており、それらを介して処理端末が車を動かしている。特殊な点（人間のドライバーによる操作と異なる点）として、点火装置の制御も行うことができるとされるほか、ブレーキについては、各ブレーキに別個のアクチュエータがつながれており、4つのブレーキキャリパーを個別に制御することが可能となっている。
処理端末にはインターネット接続機能があり、携帯電話回線などの通信手段を通じて走行時のデータは遠隔監視されている（テレメトリーシステム）。エンジン始動・停止、ピットイン（走行終了）などの指示はピットの人間がそうした通信手段で無線で送っている。
レーシングカー特有の機能として、自律運転時に、コース上の他の車両のほか、コース脇のマーシャルからの指示についても認識するとされる。

## 開発

### 開発経緯
アスパイア社はA2RLを企画するにあたって、2021年にインディ・オートノマス・チャレンジ（IAC）用に開発されたダラーラ・AV-21を検討した。同車はインディライツで使用されていたダラーラ・IL-15がベースの自律運転車である。しかし、より高性能な車に変更したいという意向から、フォーミュラ1車両に次ぐ速さを持つと言われる「SF23」の使用について、スーパーフォーミュラの主催団体でSF23の権利を持つ日本レースプロモーション（JRP）に働きかけて許可を得た上で、ダラーラを通じて入手することに成功した。
自律運転用のアクチュエーターはメカニカ42社（Meccanica 42, S.R.l.）、自律運転用スタック（センサー類）はダニシ・エンジニアリング社（Danisi Engineering）が手掛けた。
開発にあたっては、チーム・ルマンも協力した。足回りはスーパーフォーミュラのSF23と同じで、タイヤは横浜ゴムがADVAN、ブレーキはブレンボが供給を行っている。

### 有人仕様

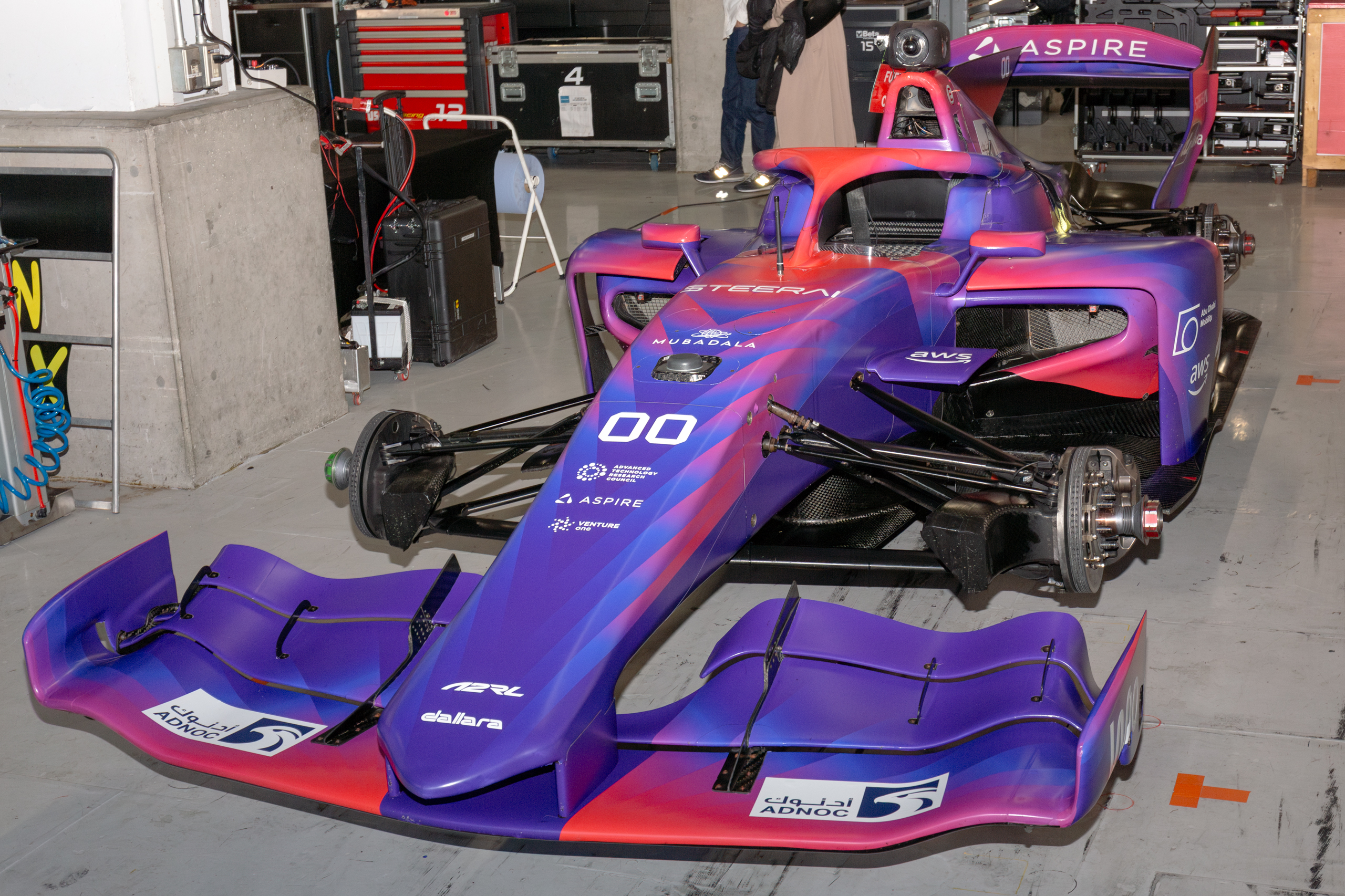
有人仕様のEAV24。SF23にはないGPSモジュールや温度センサー（サイドポンツーン内）が見える。

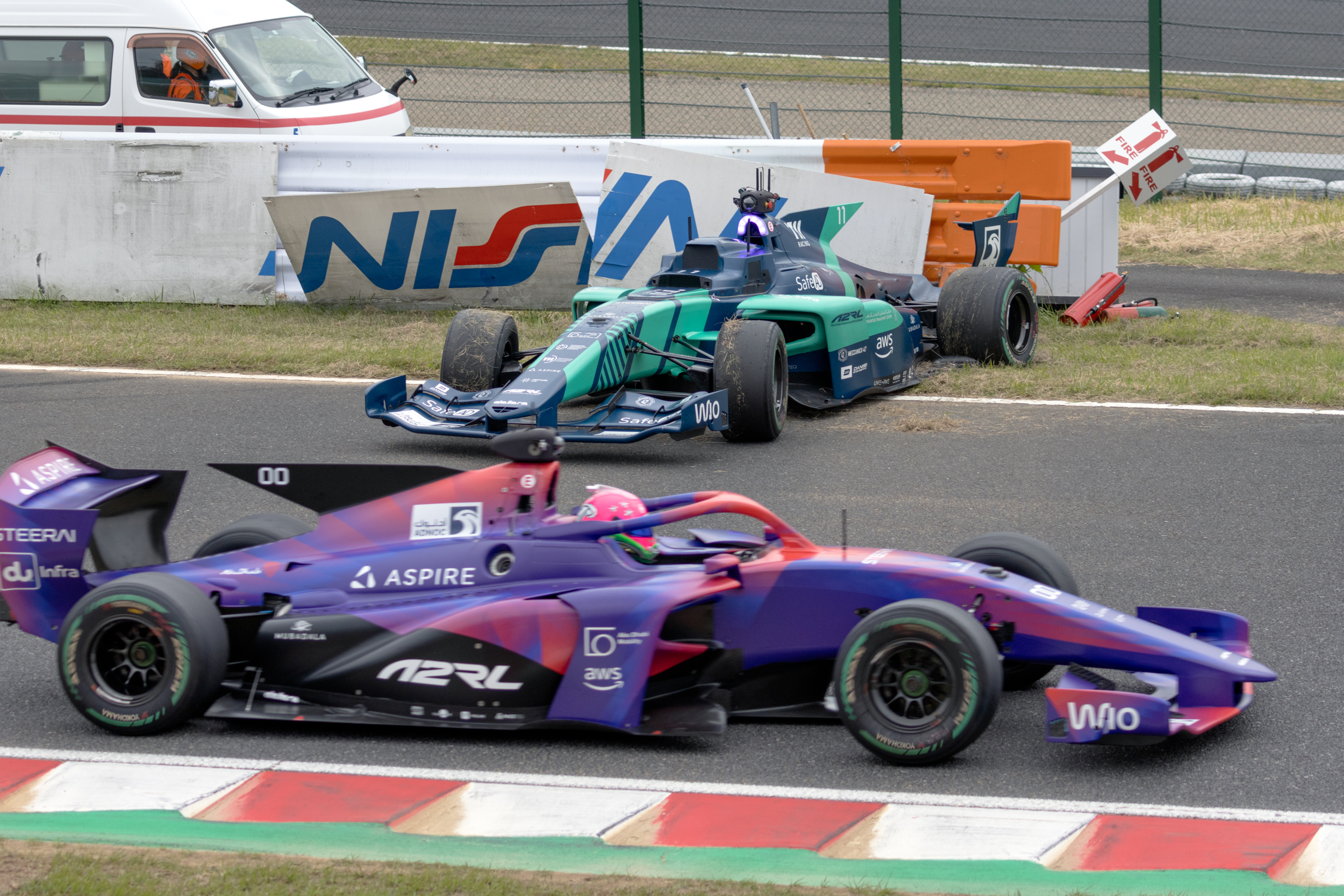
人間のように路面の感触をつかむことができずスピンした自律運転車（画像奥の車両）。一方、クビアトが運転する有人車（手前）は同じコンディションで走行を続けている。

自律運転用のデータ収集とベンチマーク設定のため、有人仕様のEAV24が存在し、2023年11月からダニール・クビアトが開発ドライバーを務めている。
元F1ドライバーで現役のレーシングドライバーであるクビアトの走行で得られたデータはアスパイア社から各チームに提供され、参戦チームは、サーキットのブレーキングポイントや、各コーナーにおけるレーシングラインなどを知ることができ、加えて、EAV24から本来はどの程度の性能を引き出せるのかという指標を得ている。
2024年8月、A2RLのシーズン2（2025年）に向けて、野田樹潤が2人目の開発ドライバーに就任している。
この有人仕様の車両は、ザ・スティグやティフ・ニーデルといったドライバーたちがテレビ番組の企画などで運転したことがある。

## 性能
サーキット走行における最高速度は2023年12月頃にテスト走行が始まった時点では時速36 km程度が限界だったが、2024年11月に鈴鹿サーキットで行われた走行時には時速200 kmを超えていたと言われている。スペック上の最高速は、およそ時速296 km（185マイル前後）。
ヤス・マリーナ・サーキットでは、自律運転車は有人仕様と比較して当初は3分ほど遅いタイムしか記録できなかったが、2024年4月時点で10秒から15秒落ち、11月時点では8秒から9秒落ち程度のラップタイムを記録しているとA2RLの関係者は述べている。

### 参考タイム
2024年5月にイギリスのテレビ番組『トップ・ギア』がヤス・マリーナ・サーキットで行った計測では、ザ・スティグが有人のEAV24で1分47秒8、自律運転のEAV24が1分57秒0を記録している。
2024年11月に鈴鹿サーキットで行われた走行は、同年のスーパーフォーミュラ選手権・最終ラウンド（第8戦・第9戦）の開催期間中に行われた。その同じ週に行われた各車・各セッションの参考ベストタイムは下表の通り。EAV24のタイムが公表されているのは11月8日走行分のみで、別日の記録は背景色を灰色にしている。
| 車両                           | タイム     | ドライバー         | 記録日             | 走行内容                                                | 出典          |
| ------------------------------ | ---------- | ------------------ | ------------------ | ------------------------------------------------------- | ------------- |
| ダラーラ・SF23（HR-417E搭載）  | 1分36秒094 | 太田格之進         | 2024年11月9日午前  | 第8戦の公式予選の最速タイム（ポールタイム）。           | [ 29 ]        |
| ダラーラ・SF23（HR-417E搭載）  | 1分36秒542 | 野尻智紀           | 2024年11月10日午前 | 第9戦の公式予選の最速タイム（ポールタイム）。           | [ 30 ]        |
| ダラーラ・SF23（HR-417E搭載）  | 1分37秒360 | 山本尚貴           | 2024年11月8日午後  | スーパーフォーミュラの金曜フリー走行のトップタイム。    | [ 31 ] [ 13 ] |
| ダラーラ・SF23（HR-417E搭載）  | 1分40秒441 | 木村偉織           | 2024年11月10日午後 | 第9戦の決勝ファステストラップ。                         | [ 32 ]        |
| ダラーラ・SF23（HR-417E搭載）  | 1分40秒588 | 太田格之進         | 2024年11月9日午後  | 第8戦の決勝ファステストラップ。                         | [ 33 ]        |
| ダラーラ・SF19（HRC-K20C搭載） | 1分44秒4   | 塚越広大           | 2024年11月7日早朝  | 開発中のHRC-K20Cエンジンのテスト走行で記録。            | [ 34 ]        |
| ダラーラ・EAV24（有人車両）    | 1分51秒495 | ダニール・クビアト | 2024年11月8日午前  | テスト走行における単独走行で記録。                      | [ 25 ] [ 13 ] |
| ダラーラ・EAV24（自律運転車）  | 2分25秒646 | (無人)             | 2024年11月8日午前  | テスト走行で記録。有人車と位置を入れ替えつつ9周を走行。 | [ 25 ] [ 13 ] |

## 反応
2024年11月に鈴鹿サーキットでデモ走行が行われた際、鈴鹿サーキットの公式Xは『新世紀GPXサイバーフォーミュラ』に関連したポストをしており、ドライバーの松田次生も同作から「アルザードを思い出してしまう」とポストしている。